# اوتلندیش
اوتلندیش (به انگلیسی: Outlandish) یک گروه موسیقی به سبک هیپ هاپ از دانمارک بود. این گروه موسیقی در ۱۹۹۷ (میلادی) شکل گرفت و در ترانه‌هایش به مضامین اجتماعی می‌پردازد.
اوتلندیش برنده جایزه موسیقی MTV در سال ۲۰۰۶ و جایزه موسیقی معناگرا در سال ۲۰۰۹ در دانمارک بوده است.
تک‌آهنگ‌های آلبوم دومشان «نان و بشکه‌های آب» تأثیر بیشتری بر چارت‌های موسیقی بین‌المللی گذاشتند، از جمله نسخه بازخوانی آهنگ «عایشا» از خالد، که با اشعار انگلیسی اضافه شده همراه بود. این نسخه کاور، موفق به کسب رتبه ۱ در آلمان شد و پخش‌های زیادی در سراسر اروپا و آسیا دریافت کرد، به ویژه در ایستگاه‌های رادیویی کره جنوبی. آهنگ «گوانتانامو» نیز تأثیر زیادی در چارت موسیقی اروپا گذاشت. معروفترین ترانه این گروه Callin U است.